# Severovýchodokavkazské jazyky
Severovýchodokavkazské (někdy též dagestánské, kaspické či východokavkazské) jazyky jsou rodinou převážně méně rozšířených jazyků severovýchodního Kavkazu. Tyto jazyky bývají tradičně řazeny do kavkazských jazyků, což je tzv. jazykový svaz – to znamená, že není spolehlivě doložen jejich společný původ, nicméně byly ve svém vývoji vzájemně významně ovlivněny.
Příbuznost s dalšími jazykovými rodinami je nicméně sporná. Obecně bývá přijímána příbuznost s vymřelou skupinou churitsko-uraratských jazyků a vzdáleněji s jazyky severozápadokavkazskými – ačkoliv tato není spolehlivě doložena. Uvažuje se o rodině severokavkazské, kterou by mohly tvořit právě zmíněné jazyky, případně i o příbuznosti s baskičtinou, sinotibetskámi jazyky, případně jazyky na-dené, s kterýmižto skupinami by mohly severovýchodokavkazské jazyky tvořit širokou rodinu tzv. dené-kavkazských jazyků.

## Dělení
- nachské jazyky (Čečensko, Ingušsko a Gruzie)
  - batsbijština (3400 mluvčích)
  - čečensko-ingušské jazyky (vajnachské)
    - čečenština (1 360 000 mluvčích, úřední jazyk v Čečensku)
    - inguština (450 000 mluvčích, úřední jazyk v Ingušsku)
- avarsko-andijské jazyky (západní Dagestán – avarština je v této oblasti dorozumívacím jazykem a jediným jazykem s psanou tradicí)
  - avarština (600 000 mluvčích)
  - andijské jazyky
    - andijština (10 000)
    - botlichšitna (5000)
    - godoberijština (3000)
    - kirdijština (karata) (5000)
    - achvachština (3500)
    - bagvalalština (kvanada) (2000)
    - tindijština (6700)
    - čamalalština (5000)
- didojské jazyky (cezské) (používány především v jihozápadním Dagestánu – žádný z nich nemá psanou formu)
  - východní
    - hinuchština (200 mluvčích)
    - kapučtina (5 000)

  - západní
    - didojština (cezština) (15 000)
    - chvaršijština (3 000)
    - hunzibština (2 000)
- lezginské jazyky – používány především v jižním Dagestánu a v severním Ázerbájdžánu. Pouze lezginština a tabasaránština mají písemnou tradici.
  - arčijšitna (1000 mluvčích)
  - udijština (5700) (Agbánština, kterou se mluvilo ve středověkém království kavkazské Albánie, byla starou formou tohoto jazyka.)
  - nukleární lezginské jazyky
    - agulština (17 400)
    - lezginština (450 000)
    - tabasaránština (96 000)
    - rutulština (20 000)
    - kryčtina (6000 v roce 1975)
    - buduchština (1000)
    - cachurština (20 073)
- darginské jazyky – darginština tvoří souvislý pás dialektů, jimiž celkem hovoří zhruba 370 000 lidí ve středu Dagestánské vysočiny. Dargvaština je užívána jako písemný jazyk.
  - dargvaština
  - kajtagština
  - kubačijština
  - icarijština
  - čiragština
- chinalugština (2000 mluvčích v severním Ázerbájdžánu)
- lakština (120 000 mluvčích ve středu Dagestánské vysočiny, používá se jako písemný jazyk)